# Cernans
Cernans ist eine Gemeinde im französischen Département Jura in der Region Bourgogne-Franche-Comté.

## Geographie
Cernans liegt auf 640 m, östlich von Salins-les-Bains und etwa 21 km nördlich der Stadt Champagnole (Luftlinie). Das Bauerndorf erstreckt sich im Jura, auf dem ersten Juraplateau, auf einem breiten Sattel östlich des Erosionstals der Furieuse.
Die Fläche des 5,51 km² großen Gemeindegebiets umfasst einen Abschnitt des französischen Juras. Das gesamte Gebiet wird von der Hochfläche des Juraplateaus eingenommen, das durchschnittlich auf 650 m liegt und überwiegend von Acker- und Wiesland bestanden ist. Das Plateau besitzt keine oberirdischen Fließgewässer, weil das Niederschlagswasser im verkarsteten Untergrund versickert. Nach Süden reicht der Gemeindeboden auf die Anhöhe von Thésy, auf der mit 724 m die höchste Erhebung von Cernans erreicht wird. Die westliche Abgrenzung verläuft meist entlang der Oberkante des teils von Felswänden überragten Steilhangs, der zum tief eingeschnittenen Tal der Furieuse mit dem Talkessel von Blégny abfällt. Im Norden erstreckt sich das Gemeindeareal auf die Höhe des Bois des Paules (702 m).
Nachbargemeinden von Cernans sind Clucy, Geraise und Sainte-Anne im Norden, Dournon im Osten, Abergement-lès-Thésy im Süden sowie Salins-les-Bains im Westen.

## Geschichte
Verschiedene Funde weisen darauf hin, dass das Gemeindegebiet von Cernans bereits im Neolithikum und während der gallorömischen Zeit besiedelt war. Die Existenz einer Kirche ist im Jahr 1109 erstmals schriftlich belegt. Zusammen mit der Franche-Comté gelangte Cernans mit dem Frieden von Nimwegen 1678 an Frankreich.

## Sehenswürdigkeiten
Die ursprünglich romanische Kirche Saint-Pierre in Cernans wurde im 16. Jahrhundert restauriert und umgestaltet. Das Gemeindehaus wurde im Stil des Neoklassizismus erbaut.

## Bevölkerung
| Jahr                       | 1962 | 1968 | 1975 | 1982 | 1990 | 1999 | 2004 | 2017 |
| -------------------------- | ---- | ---- | ---- | ---- | ---- | ---- | ---- | ---- |
| Einwohner                  | 136  | 141  | 137  | 123  | 104  | 98   | 115  | 140  |
| Quellen: Cassini und INSEE |      |      |      |      |      |      |      |      |

Mit 142 Einwohnern (Stand 1. Januar 2022) gehört Cernans zu den kleinsten Gemeinden des Départements Jura. Nachdem die Einwohnerzahl in der ersten Hälfte des 20. Jahrhunderts deutlich abgenommen hatte (1886 wurden noch 258 Personen gezählt), wurden seit Beginn der 1990er Jahre nur noch relativ geringe Schwankungen verzeichnet.

## Wirtschaft und Infrastruktur
Cernans war bis weit ins 20. Jahrhundert hinein ein vorwiegend durch die Landwirtschaft geprägtes Dorf. Daneben gibt es heute einige Betriebe des lokalen Kleingewerbes. Mittlerweile hat sich das Dorf auch zu einer Wohngemeinde gewandelt. Viele Erwerbstätige sind Wegpendler, die in den größeren Ortschaften der Umgebung ihrer Arbeit nachgehen.
Die Ortschaft ist verkehrstechnisch recht gut erschlossen. Sie liegt an der Hauptstraße D72, die von Salins-les-Bains nach Pontarlier führt. Weitere Straßenverbindungen bestehen mit Geraise und Abergement-lès-Thésy.

## Weblinks

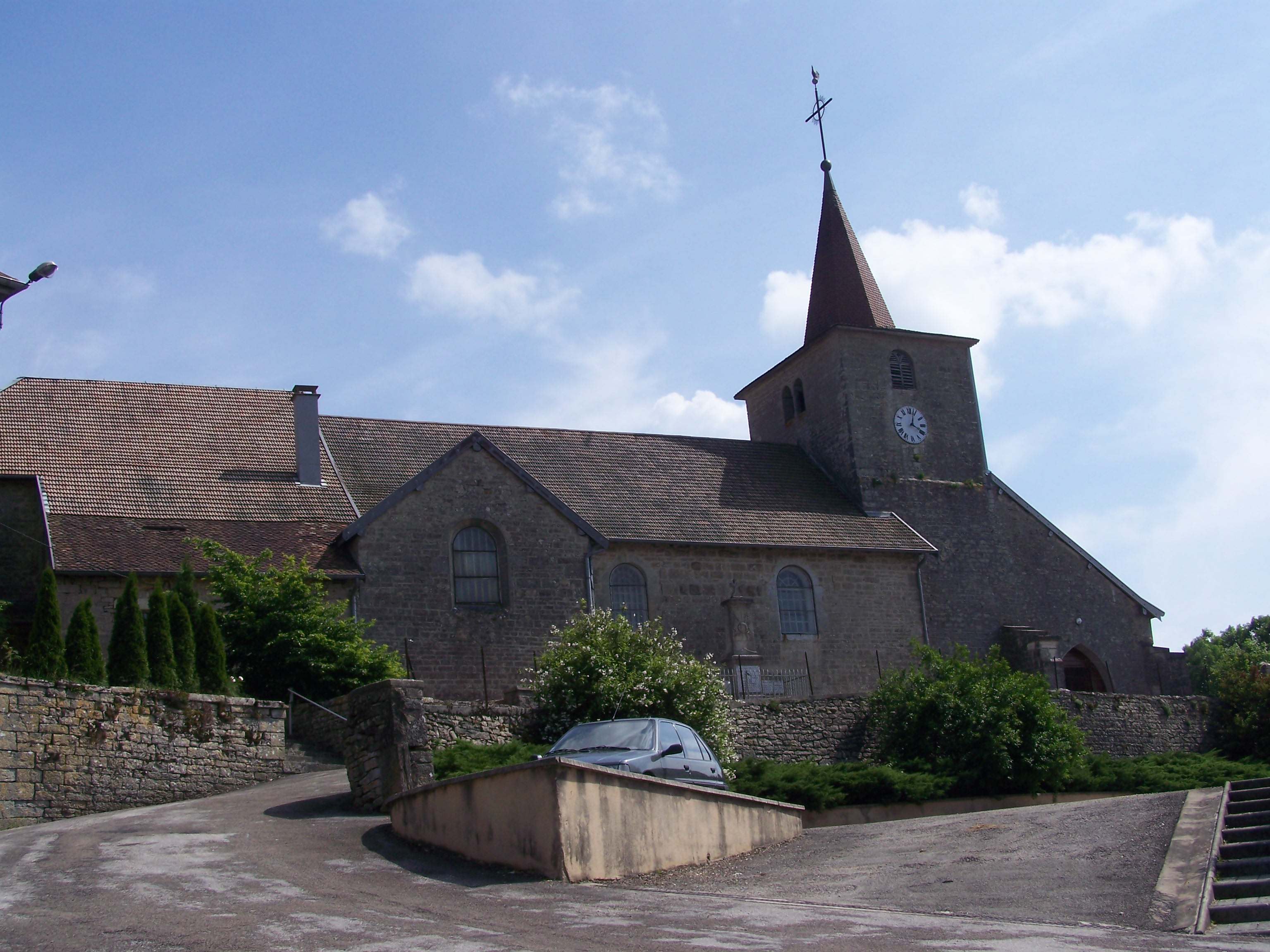
Kirche Saint-Pierre